# Tupaia montana
La tupaia montana (Tupaia montana) è una specie di tupaia diffusa in Malaysia.
Se ne conoscono due sottospecie:
- Tupaia montana baluensis (Lyon, 1913)
- Tupaia montana montana (Thomas, 1892)

Misura fino a 40 cm di lunghezza.
Il colore di base è il nero, che ricopre la metà superiore del cranio, il dorso ed il posteriore: il ventre, la gola ed un collare appena dietro le orecchie sono gialli, la zona di transizione fra il nero ed il giallo è arancio-rossiccia sfumata fra i due colori.
Il muso ed un cerchio attorno agli occhi sono nudi e di colore rosato.
La coda non è molto pelosa, ma radamente ricoperta da lunghi peli neri, sicché è possibile vederne la parte centrale carnosa.